# Формент, Дамиан

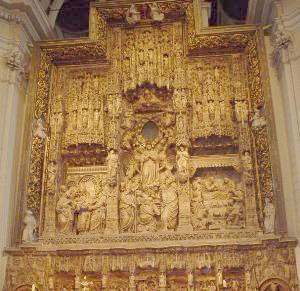
Алтарь церкви Базилика-де-Нуэстра-Сеньора-дель-Пилар, Сарагоса, созданный Дамианом Фрментом в 1505-15 гг.

Дамиан Формент (исп. Damián Forment; ~1475, Валенсия — 1540, Санто-Доминго-де-ла-Кальсада) — испанский скульптор, ведущий мастер арагонской школы, считается одним из наиболее крупных испанских скульпторов XVI века.

## Биография
Формент родился в Валенсии, учился в мастерской своего отца, а также в Риме и Флоренции. Затем работал в Валенсии с 1500 по 1509 год, после чего переехал в Сарагосу, где проработал до конца жизни.
Ранняя работа Дамиана Формента — алебастровый алтарь церкви Базилика-де-Нуэстра-Сеньора-дель-Пилар (1505-15), был сохранён, когда в XV веке церковь была уничтожена, и поставлен обратно в XVII веке после её восстановления. Центральная часть алтаря содержит композиции, изображающие Рождество Мадонны, Вознесение и Введение в храм, а в нижней части расположены семь сцен, заполненные небольшими рельефами.
Среди других известных работ Формента в Сарагосе — монументальные алебастровые алтари в церквах Сан Пабло (1511), в Сан Мигель де Новаррос (1518) и особенно алтарь собора в городе Уэска (1520—1534), выполненный в стиле маньеризма. Также известны алтарь в монастыре Поблет — его первая работа, полностью выполненная в стиле ренессанса и последнее незавершённое творение — алтарь собора Санто-Доминго-де-ла-Кальсада в Логроньо (1537-40).